# キューピッド (衛星)
キューピッド (Uranus XXVII Cupid) は、天王星の第27衛星である。
キューピッドは、2003年8月25日に Mark R. Showalter と Jack J. Lissauer によってハッブル宇宙望遠鏡を用いて発見された。同じ観測ではマブも発見されており、同年9月25日に国際天文学連合のサーキュラーで合わせて公表され、S/2003 U 2 という仮符号が与えられた。その後2005年12月29日に、ウィリアム・シェイクスピアの戯曲『アテネのタイモン』の登場人物にちなんで命名され、Uranus XXVII という確定番号が与えられた。
キューピッドの推定直径はわずか 18 km であり、天王星の内衛星の中では最小である。1986年にボイジャー2号が天王星をフライバイした際には多数の衛星が発見されたが、この衛星は小さく表面も暗かったため、ボイジャー2号の観測ではこの衛星を見逃している。
キューピッドは、測光的特徴や軌道要素がよく似たビアンカ、クレシダ、デズデモーナ、ロザリンド、ポーシャ、ジュリエット、ベリンダ、ペルディータとともに、ポーシャ群を形成している。キューピッドの軌道は、より大きい衛星であるベリンダの軌道とわずか 863 km しか違わない。しかし同時期に発見されたマブとペルディータとは異なり、ベリンダによって軌道は乱されていないと考えられている。
なお、似た名前を持つ天体としてクピド (763 Cupido) という小惑星があるが、名前の由来は異なる。